# Neuperlach Süd (metrostation)
Neuperlach Süd is een metrostation in het district Perlach van de Duitse stad München. Het station werd geopend op 18 oktober 1980 en wordt bediend door lijn U5 van de metro van München. Het is tevens een station van S7 van de S-Bahn van München.